# Veltliner
Veltliner est un terme générique de plusieurs cépages blancs, prétendument nommés ainsi d'après la Valteline (Veltlin en allemand), la vallée de l'Adda, en Italie. Ils sont surtout répandus en Autriche et dans ses pays limitrophes. Le plus connu est le Grüner Veltliner. Il y existe aussi des cépages plus anciens, de qualité plutôt moindre, qui sont également désignés comme du Veltliner.
Voir aussi l'article viticulture en Autriche.